# Строги природни резерват Иваново
Строги природни резерват Иваново обухвата део природе поред Иванова. Према подацима Завода за заштиту природе Србије, под заштитом је државе од 23. септембра 1961. године, и по значају је стављено у исти ранг са Царском баром, Ковиљско-петроварадинским ритом и Делиблатском пешчаром.
U okolini je evidentirano 107 vrsta ptica:
1. Podiceps cristatus (ћубасти гњурац)
2. Tachybaptus ruficollis (мали гњурац)
3. Phalacrocorax carbo (велики корморан)
4. Phalacrocorax pygmeus (мали кормора)
5. Ixobrychus minutus (чапљица)
6. Nycticorax nycticorax (гаk)
7. Ardeolla ralloides (жута чапља)
8. Egretta garzetta (мала бела чапља)
9. Egretta alba (велика бела чапља)
10. Ardea cinerea (сива чапља)
11. Ardea purpurea (мрка чапља)
12. Ciconia ciconia (бела рода)
13. Ciconia nigra (црна рода)
14. Cygnus olor (лабуд грбац)
15. Anas crecca (крђа)
16. Anas platyrhynchos (глувара)
17. Anas querquedula (грготовац)
18. Anas clypeata (пловка кашикара)
19. Aythya nyroca (патка њора)
20. Mergus albelus (мали ронац)
21. Haliaeetus albicilla (орао белорепан)
22. Pernis apivorus (осичар)
23. Circus aeruginosus (еја мочварица)
24. Accipiter gentilis (јастреб)
25. Accipiter nisus (кобац)
26. Buteo buteo (мишар)
27. Pandion haliaetus (орао рибар)
28. Falco peregrinus (сиви соко)
29. Falco tinnunculus (ветрушка)
30. Perdix perdix (јаребица)
31. Coturnix coturnix (препелица)
32. Phasianus colchicus (фазан)
33. Galinulla chloropus (барска кокица)
34. Fulica atra (лиска)
35. Himantopus himantopus (властелица)
36. Recurvirostra avosetta (сабљарка)
37. Charadrius dubius (желар слепић)
38. Vanellus vanellus (вивак)
39. Philomachus pugnax (спрудник убица)
41. Tringa glareola (спрудник мигавац)
42. Tringa ochropus (спрудник пијукавац)
43. Actites hypoleucos (полојка)
44. Larus ridibundus (речни галеб)
45. Chlidonias hybrida (белобрка чигра)
46. Columba palumbus (голуб гривинац)
47. Streptopelia decaocto (гугутка)
48. Cuculus canorus (обична кукавица)
49. Tyto alba (кукувија)
50. Otus scops (ћук)
51. Athene nocuta (кукумавка)
52. Asio otus (утина)
53. Strix aluco (шумска сова)
54. Apus apus (црна чиопа)
55. Alcedo atthis (водомар)
56. Merops apiaster (пчеларица)
57. Upupa epos (пупавац)
58. Picus viridis (зелена жуна)
59. Dendrocopos major (велики детлић)
60. Dendrocopos syriacus (сеоски детлић)
61. Alauda arvensis (пољска шева)
62. Galerida cristata (ћубаста шева)
63. Hirundo rustica (сеоска ласта)
64. Delichon urbica (градска ласта)
65. Motacilla flava (жута плиска)
66. Motacilla alba (бела плиска)
67. Troglodytes troglodytes (царић)
68. Erithacus rubecula (црвендаћ)
69. Turdus phulomelos (дрозд певач)
70. Turdus pilaris (дрозд боровњак)
71. Turdus merula (кос)
72. Luscinia megarhynchos (велики славуј)
73. Saxicola rubetra (обична траварка)
74. Phoenicurus ochruros (црна црвенорепк)
75. Achrocephalus schoenobaenus (трстењак рогожар)
76. Achrocephalus palustris (трстењак млакар)
77. А chrocephalus scirpaceus (трстењак цвркутић)
78. Achrocephalus arundinaceus (велики трстењак)
79. Sylvia curruca (грмуша чаврљанка)
80. Sylvia communis (обична грмуша)
81. Sylvia borin (сива грмуша)
82. Sylvia atricapilla (црнокапа грмуша)
83. Philloscopus collybita (обични звиждак)
84. Muscicapa striata (сива мухарица)
85. Aegithalos caudatus (дугорепа сеница)
86. Parus palustris (сива сеница)
87. Parus carelueus (плава сеница)
88. Parus major (велика сеница)
89. Sitta europea (бргљез)
90. Oriolus oriolus (вуга)
91. Lanius collurio (руси сврачак)
92. Lanius excubitor (велики сврачак)
93. Garrulus glandarius (сојка)
94. Pica pica (сврака)
95. Nucifraga caryocatactes (лешникара)
96. Corvus monedula (чавка)
97. Corvus frugilegus (гачац)
98. Corvus cornix (сива врана)
99. Corvus corax (гавран)
100. Sturnus vulgaris (чворак)
101. Passer domesticus (врабац покућар)
102. Passer montanus (пољски врабац)
103. Fringilla coelebs (шумска зеба)
104. Fringilla montifringilla (северна зеба)
105. Carduelis chloris (зелентарка)
106. Carduelis carduelis (штиглиц)
107. Emberiza citrinella (стрнадица жутовољка)
У области Строгог резервата природе "Иваново" и широј околини (Панчевачке аде, Старчевачка ада, Плавна подручја Дунава ка Винчи, Ивановачка ада, Поњавица, Брестовачка ада) живе бројне заштићене животињске врсте.
Реку Надела мештани зову Дунавац, а рукавац Дунава у који се улива, називају ”Зимовник”. 
У непосредној близини се данас налази камп насеље, а кампери су из Иванова, Омољице и Панчева и тренутно их има  око 35. Близу камп насеља је и плажа  коју лети посећују, не само мештани већ  и из других места. У главном току реке Дунав, наспрам камп насеља, налази се ”Љубавно острво”, које  је обрасло шумом и које је данас све мање због водене ерозије. Некада су се ту љубавни парови састајали, те је због тога и добило тај назив. У Зимовнику је “зимовало ” и по 40  теретних бродова, (шлепова) све до  1950.год. када су  премештени  на друго место. У близини села у Зимовнику био је усидрен и један брод на којем су  мештани размењивали храну за разноврсну робу, а била је ту и бродска кафана где су се многи лепо проводили и “ освежавали”. Данас многи љубитељи природе имају сплавове у Зимовнику, а долазе риболовци из разних крајева земље.